# Kanton Cergy-1
Der Kanton Cergy-1 ist seit 2015 ein französischer Wahlkreis für die Wahl des Départementrats im Arrondissement Pontoise, im Département Val-d’Oise und in der Region Île-de-France; sein Bureau centralisateur befindet sich in Cergy.

## Gemeinden
Der Kanton besteht aus drei Gemeinden und Gemeindeteilen mit insgesamt 68.091 Einwohnern (Stand: 1. Januar 2022) auf einer Gesamtfläche von 25,33 km²:
| Gemeinde         | Einwohner 1. Januar 2022 | Fläche km² | Dichte Einw./km² | Code INSEE | Postleitzahl |
| ---------------- | ------------------------ | ---------- | ---------------- | ---------- | ------------ |
| Cergy            | 50.027                   | 7,17       | 6.977            | 95127      | 95000, 95800 |
| Osny             | 17.471                   | 12,52      | 1.395            | 95476      | 95520        |
| Puiseux-Pontoise | 593                      | 5,64       | 105              | 95510      | 95650        |
| Kanton Cergy-1   | 68.091                   | 25,33      | 2.688            | 9504       | –            |

1. ↑   Nur der nordwestliche Teil der Gemeinde, der Rest gehört dem Kanton Cergy-2.